# Alvin Robertson
Alvin Cyrrale Robertson, född 22 juli 1962 i Barberton i Ohio, är en amerikansk före detta basketspelare. Säsongen 1985-1986 i NBA blev han utsedd till Defensive Player of the Year. Han är en av blott fyra NBA-spelare som har lyckats fullborda en så kallad quadruple-double i en match. Han har rekordet i NBA över antalet bollstölder i snitt per match, 2,71 på totalt 779 spelade matcher. 
Han var med och tog OS-guld i basket 1984 i Los Angeles. Detta var USA:s åttonde guld i herrbasket i olympiska sommarspelen.

## Lag
- San Antonio Spurs (1984–1989)
- Milwaukee Bucks (1989–1993)
- Detroit Pistons (1993)
- Toronto Raptors (1995–1996)
- Florida Beach Dogs (1996–1997)
- San Antonio Bombers (2000)